# Grebenișu de Câmpie
Grebenișu de Câmpie alte Schreibweise Grebenișu de Cîmpie [grebeˈniʃu de ˈkɨmpie] (veraltet Gerebeniș; deutsch Gerbesch, ungarisch Mezőgerebenes oder auch Gerebenes) ist eine Gemeinde im Kreis Mureș in der Region Siebenbürgen in Rumänien.

## Geographische Lage

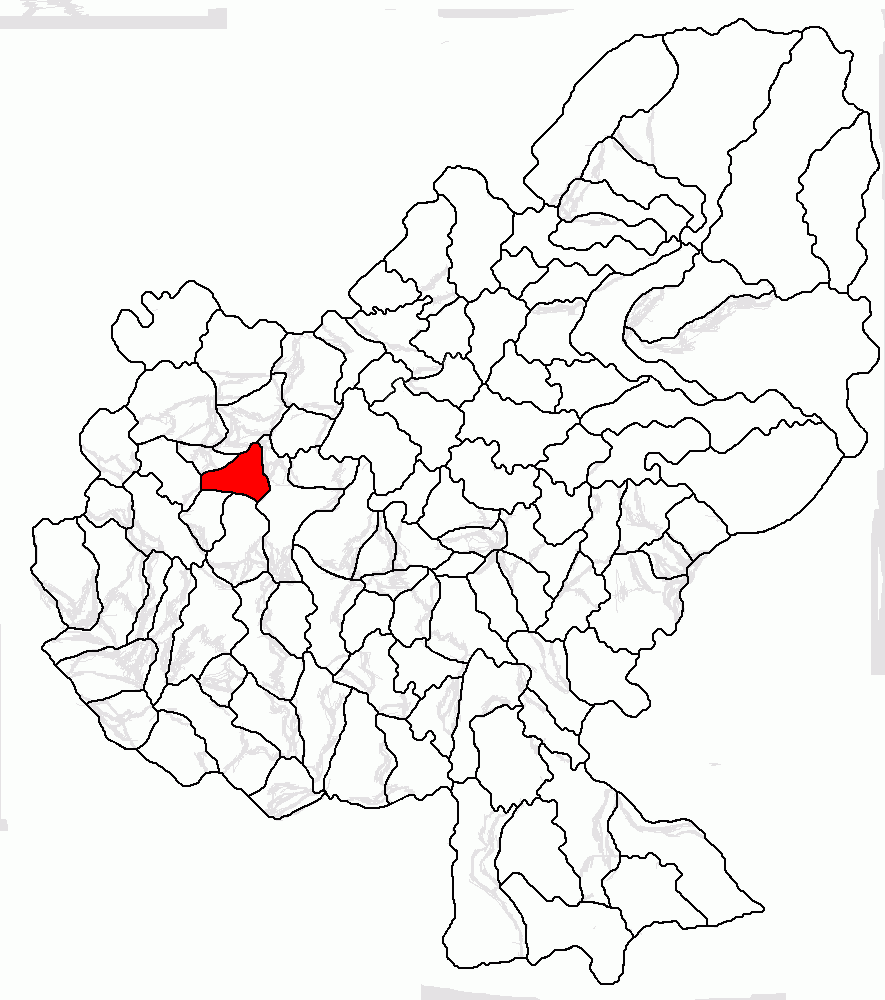
Lage der Gemeinde Grebenișu de Câmpie im Kreis Mureș

Die Gemeinde Grebenișu de Câmpie liegt in der Siebenbürgischen Heide (Câmpia Transilvaniei) – Teil des Siebenbürgischen Becken – im Westen des Kreises Mureș. Am Bach Hârtoape und der Kreisstraße (drum județean) DJ 151A befindet sich der Ort Grebenișu de Câmpie etwa 30 Kilometer nordwestlich von der Kreishauptstadt Târgu Mureș (Neumarkt am Mieresch) entfernt.

## Geschichte
Der Ort Grebenișu de Câmpie wurde 1294 erstmals urkundlich erwähnt und ist seit dem 15. Jahrhundert von mehrheitlich rumänischer Bevölkerung bewohnt. Hier in Gerebeniș soll 1447 eine Holzkirche und ein orthodoxes Pfarrhaus gewesen sein. Die heutige orthodoxe Kirche Sfinții Arhangheli Mihail și Gavriil wurde 1901 errichtet und steht an Stelle einer Holzkirche die 1750 errichtet wurde. Die Kirche wurde zwischen 1991 und 2001 erneuert und wurde am 21. Juni 2015 erneut eingeweiht.
Im Königreich Ungarn gehörte der Ort dem Stuhlbezirk Marosludas in der Gespanschaft Torda-Aranyos anschließend dem historischen Kreis Mureș und ab 1950 dem heutigen Kreis Mureș an.

## Bevölkerung
Die Bevölkerung der Gemeinde Grebenișu de Câmpie entwickelte sich wie folgt:
| 1850 | 866   | 773   | 13  | - | 80             |
| 1930 | 1.689 | 1.535 | 138 | - | 16             |
| 1977 | 2.064 | 1.769 | 40  | 5 | 250            |
| 2002 | 1.642 | 1.451 | 19  | - | 172            |
| 2011 | 1.684 | 1.407 | 17  | - | 260 (Roma 211) |
| 2021 | 1.681 | 1.415 | 16  | - | 250 (Roma 151) |

Seit 1850 wurde auf dem Gebiet der heutigen Gemeinde die höchste Einwohnerzahl (2607) und die der Rumänen (2516) 1966 registriert. Die höchste Anzahl der Magyaren (172) wurde 1910, der Roma (250) 1977 und die der Rumäniendeutschen wurde 1977 ermittelt.